# ITV 스포츠투나잇
iTV 스포츠투나잇은 2000년 10월 30일부터 2004년 12월 31일까지 방송되었던 iTV 경인방송에서 한 주간에 있었던 주요 스포츠 소식을 보내 드린 iTV 경인방송의  스포츠 뉴스 프로그램이다.
2004년 12월 31일 iTV 파업으로 인해 종영하였다.

## 역대 앵커
- 2000년 10월 30일 ~ 2000년 12월 10일 : 정지원 캐스터
- 2000년 12월 11일 ~ 2001년 3월 25일 : 한명재 캐스터
- 2001년 3월 26일 ~ 2001년 6월 30일 : 이승준 前 아나운서
- 2001년 7월 1일 ~ 2003년 6월 29일 : 이상희 前 아나운서
- 2003년 6월 30일 ~ 2004년 12월 31일 : 홍원기 前 아나운서

## 역대 방송시간
| 방송 채널 | 방송 기간                           | 방송 시간                | 방송 분량 |
| --------- | ----------------------------------- | ------------------------ | --------- |
| iTV       | 2000년 10월 30일 ~ 2000년 12월 10일 | 매일 밤 11:40 ~ 밤 11:50 | 10분      |
| iTV       | 2000년 12월 11일 ~ 2001년 1월 31일  | 매일 밤 11:40 ~ 밤 11:55 | 15분      |
| iTV       | 2001년 2월 1일 ~ 2001년 3월 31일    | 매일 밤 11:55 ~ 밤 12:10 | 15분      |
| iTV       | 2001년 4월 1일 ~ 2001년 6월 30일    | 매일 밤 11:50 ~ 밤 12:05 | 15분      |
| iTV       | 2001년 7월 1일 ~ 2004년 4월 4일     | 매일 밤 10:35 ~ 밤 10:50 | 15분      |
| iTV       | 2004년 4월 5일 ~ 2004년 7월 4일     | 매일 밤 10:30 ~ 밤 10:50 | 20분      |
| iTV       | 2004년 7월 5일 ~ 2004년 12월 31일   | 매일 밤 10:30 ~ 밤 10:45 | 15분      |